# Aetos Saxum
L'Aetos Saxum è una struttura geologica della superficie di 101955 Bennu.